# Dekanat Nowogród Wołyński
Dekanat Nowogród Wołyński – jeden z 11 dekanatów katolickich w diecezji kijowsko-żytomierskiej na Ukrainie.

## Parafia
- Aleksandrówka - Parafia Matki Bożej Królowej Świata
- Fedorówka - Parafia św. Józefa
- Horodnica - Parafia św. Antoniego Padewskiego
- Lebiedówka - Parafia św. Stanisława B. M.
- Nowogród Wołyński - Parafia Podwyższenia Krzyża Pańskiego
- Nowogród Wołyński - Parafia Chrystusa Króla
- Nowozielona - Parafia św. Franciszka z Asyża
- Polanówka - Parafia św. Marii Magdaleny
- Susły - Parafia Matki Bożej Miłosierdzia
- Teśniowka - Parafia Najświętszej Maryi Panny Łaskawej